# Foramen parietale

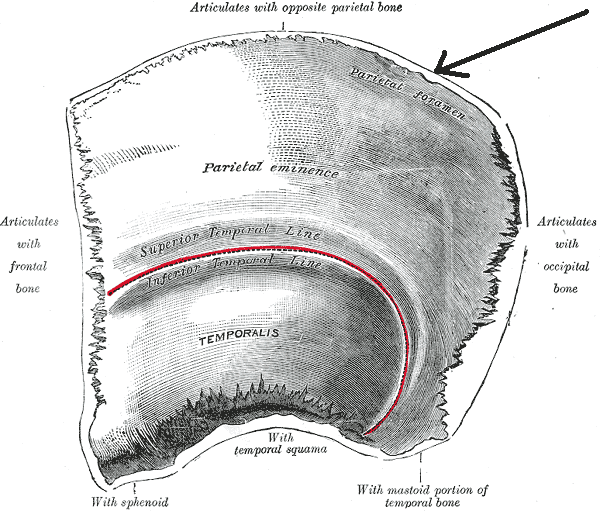
A bal falcsont (a nyíl mutatja a lyukat)

A foramen parietale egy lyuk az ember koponyáján. A két falcsont (os parietale) illeszkedési pontja között található. Egy véna halad keresztül rajta, ami a sinus sagittalis superiorba fut bele és néha az arteria occipitalis egy apró ága. Nem mindig van jelen és a mérete jelentősen változékony.